# بامحيسن (الضليعة)
'

تعديل مصدري - تعديل

بامحيسن هي إحدى قرى عزلة الضليعة بمديرية الضليعة التابعة لمحافظة حضرموت، بلغ تعداد سكانها 22 نسمة حسب تعداد اليمن لعام 2004.